# Ernesto Miccoli
Ernesto Miccoli (Bologna, ... – ...; fl. XX secolo) è stato un allenatore di pallacanestro italiano.

## Carriera
Ha allenato la formazione femminile del Club Atletico Faenza  sin dall'anno 1948-49 quando il Faenza si trovava ad affrontare il suo primo campionato in Promozione. Insieme ad Anna Maria Franchini ed a Lucia Linari è riuscito a compiere la scalata ai vertici del basket femminile, così, già nel 1951-52 la formazione faentina si trova a disputare il Campionato di Serie A.
Ernesto Miccoli sarebbe rimasto a Faenza fino alla stagione 1963-64 per poi fare il salto di categoria ed andare ad allenare il Gira Bologna.
Dopo due anni, quando il Faenza si trovava in difficoltà e presentava una squadra giovanissima, a nulla poté servire il suo ritorno, difatti il Faenza dopo 15 anni ritornò in Serie B. Sarebbe rimasto a Faenza ancora e riuscirà a riportarla in Serie A fino al momento in cui decise di ritirarsi dall'attività di allenatore, nel 1972-1973, dopo essere stato 22 stagioni alla guida del Faenza.

Ernesto Miccoli, in basso a sinistra con la formazione del Club Atletico Faenza che disputò il Campionato di Serie A nel 1954-55.